# الأدب الكبیر
الأدب الكبير أو الآداب الكبير هو كتاب عربي ألّفه عبد الله بن المقفع تكلم فيه عن الآداب الفارسية وآداب البلاط.

## مؤلف الكتاب
أبو مُحمّد عبد الله بن المقفع (المولود عام 106 والمتوفى عام 142ه واسمه روزبه بن دادويه قبل إسلامه) وهو مفكّر فارسي وُلِد مجوسيًا لكنه اعتنق الإسلام، وعاصر كُلاً من الخلافة الأموية والعباسية.

## الكتاب
يعتقد بعض الباحثين (مثل العمري) أن محتوى هذا الكتاب يستند إلى المبادئ الأخلاقية لأبستاق. ومع ذلك، وفقًا للموسوعة الإيرانية، فإن العديد من الأقوال الواردة في هذا الكتاب افتبست عن العقيدة اليوناني. يتناول الكتاب جزء من أحكام وآداب البلاط الملكي، ويتناول الجزء الآخر السلوك في المجتمع، وحسن اختيار الصديق، وحسن معاملته، وكل ما له علاقة بالأصدقاء.